# Tafofobia

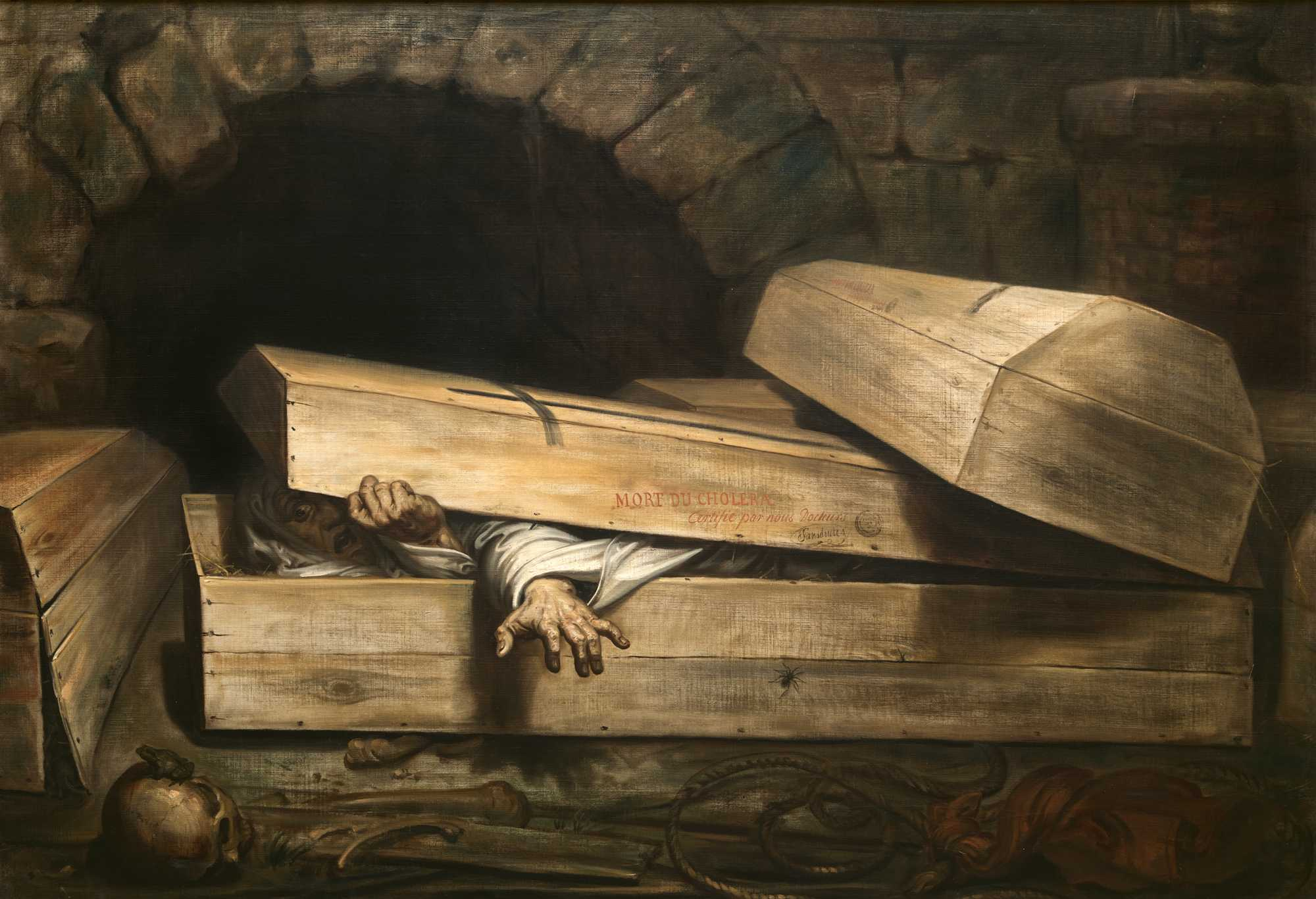
Dipinto raffigurante un soggetto sepolto vivo

La tafofobia (dal greco taphos, sepolcro) è una fobia con possibili correlati psicopatologici, derivante dalla paura di essere sepolti vivi, quale risultato dell'errata constatazione della propria morte.
Questa paura sembra essere abbastanza rara e appare più che altro come una forma estrema di claustrofobia. Oltretutto si è notato che il picco di tafofobia lo si ritrova in persone anziane che nella loro giovinezza sono rimaste profondamente colpite dalla lettura di racconti ispirati a questo fenomeno. Per questi motivi la tafofobia sembra non rivestire eccessiva rilevanza clinica.

## Origine del nome
Il termine tafofobia e la relativa patologia soggiacente, sono stati descritti per la prima volta dal medico e psichiatra italiano Enrico Morselli nella sua opera "Sulla dismorfofobia e sulla tafefobia", del 1891.
Edgar Allan Poe era affetto da tafofobia ed ha sovente tradotto questa sua paura nei classici della letteratura del terrore.

## Tra leggenda e verità

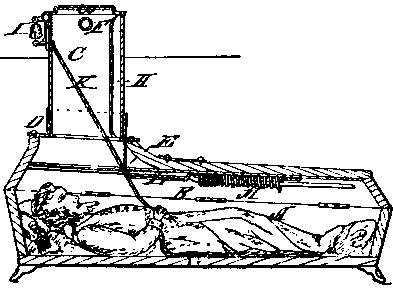
Disegno di una bara creata per le persone che temevano di essere sepolte vive. Invenzione brevettata da Franz Vester nel 1868 a Newark (NJ).

Prima dell'avvento della medicina moderna, la paura di essere sepolti vivi non era del tutto irrazionale. Nella storia vi sono stati numerosi casi di persone accidentalmente sepolte vive. Durante il 1800 si è visto lo sviluppo della respirazione bocca-a-bocca e di tecniche di defibrillazione per rianimare persone considerate morte, e la Royal Humane Society è stata creata come Società per la Rianimazione di Persone Apparentemente Morte.
Nel 1896 un impresario di pompe funebri americano, T.M. Montgomery, riportò che quasi il 2% delle persone riesumate erano senza dubbio vittima di uno stato di morte apparente".
Allo scopo di evitare questo macabro evento, alla fine del Settecento, l'anatomista danese Jacques-Bénigne Winslow, aveva enunciato una serie di possibili riscontri da attuare sul presunto cadavere affinché la diagnosi di morte fosse certa. Fra questi ve n'erano alcuni molto curiosi, come ad esempio: "versare aceto e sale o urina calda nella bocca", "mettere insetti nelle orecchie" o "tagliare le piante dei piedi con delle lamette".
Sono inoltre fiorite molte leggende metropolitane di gente accidentalmente sepolta viva. Leggende che includono elementi come persone entrate in uno stato di letargia per risvegliarsi solo anni dopo e morire di nuovo di una morte orribile, oppure racconti dove venivano aperte bare, in cui si trovava un cadavere con una lunga barba o con le mani alzate e i palmi rivolti all'insù, con segni di graffi sulla parete interna della bara. Degna di nota è la leggenda della sepoltura prematura di Ann Hill Carter Lee, seconda moglie di Henry Lee III.
Un'altra leggenda metropolitana, ritenuta falsa, afferma che il detto inglese "Saved by the bell" (salvato dal campanello) derivi dalle corde collegate ad un campanello fuori dalla bara, cosicché, una persona appena sepolta poteva avvertire di non essere realmente deceduta. Nondimeno la paura di essere sepolti vivi diffuse nei Leichenhäuser (obitori) tedeschi la pratica di tenere i corpi sotto controllo fino alla comparsa di chiari segni di decomposizione.
La paura di essere sepolti vivi fu anche elaborata allo scopo di portare coloro che se lo potevano permettere a comprarsi una "bara di sicurezza" per evitare una sepoltura prematura. Queste avevano ad esempio coperchi in vetro, corde con campanelli e tubi collegati all'esterno per poter respirare fino al salvataggio. In particolare, il creatore della bara con il tubo, il tedesco Herr Gutsmuth, si fece seppellire due volte nella sua creazione, per dimostrarne la funzionalità.

## Letteratura
La letteratura ha trovato terreno fertile nell'esplorazione della naturale paura di essere sepolti vivi. Una delle storie dell'orrore di Edgar Allan Poe, La sepoltura prematura, parla di una persona che soffre di tafofobia. Altre storie di Poe sulle sepolture premature sono La caduta della casa degli Usher e Il barile di Amontillado. Nel 1999 Einaudi pubblica Sepolto vivo! - Quindici racconti dalle tenebre, una raccolta di racconti sul tema della tafofobia a cura di Enrico Badellino, con la collaborazione di Sandro Caparrini. Contiene opere di grandi autori, come il già citato Edgar Allan Poe, Théophile Gautier (Onuphrius o le fantastiche vessazioni di un ammiratore di Hoffman), Gustave Flaubert (Rabbia impotente), Émile Zola (La morte di Olivier Bécaille), Guy de Maupassant (Il tic), Rudyard Kipling (La strada cavalcata di Morrowbie Jukes), Cesare Donati (Fior di giacinto), Ambrose Bierce (Uno dei dispersi), Gustav Meyrink (L'urna di S. Gingolph), Edith Nesbit (I cinque sensi), Edith Wharton (La signorina Mary Pask), Clark Ashton Smith (La seconda sepoltura), Cornell Woolrich (Notte d'incubo), Robert Bloch (Una questione d'identità) e Nelly Kaplan (Le coordinate dell'amore).
Nel 1964 infine Dario Fo ne realizzò un'interpretazione farsesca nella sua pièce Settimo: ruba un po' meno parlando di «feretrofobia».

## Film e televisione
Il film Buried - Sepolto è interamente ambientato dentro una cassa in cui il protagonista è stato rinchiuso e sepolto. Nel film Kill Bill: Volume 2, il personaggio interpretato da Uma Thurman viene sepolta viva e ricorrerà alle arti marziali per uscirne, rievocando una scena tipica da zombie movie.
Nell'episodio Quarantena (4x13) della serie televisiva statunitense Alias la protagonista viene rinchiusa viva in una bara.
Nell'episodio Sepolto vivo della serie tv statunitense CSI - Scena del crimine un agente della scientifica, Nick Stokes, viene rapito e sepolto vivo.
Il film che forse più esplicitamente tratta di questo tema è Sepolto vivo del regista Roger Corman, girato nel 1962. La macabra trama è quella di un uomo alle prese con la tafofobia e con i tentativi di scongiurare, attraverso la costruzione di un mausoleo sofisticatissimo, l'eventuale pericolo. Ma gli eventi saranno imprevedibili.
Nella telenovela portoghese, Legàmi, l'ultima puntata termina con la sepoltura della perfida Diana in vita, la quale ha finto la sua morte per potersi vendicare della sorella, del cognato e del figlio appena sarebbe stata liberata. Nonostante avesse un complice che avrebbe dovuto disotterrarla per compiere il suo ultimo piano, egli morirà a causa di un incidente stradale. Diana, tentando invano di chiamare aiuto, morirà asfissiata sotto terra. 
In un episodio del cartoon A Tutto Reality, si scopre che Gwen soffre di tafofobia.